# Zoumi
Zoumi (arabiska: زومي) är en ort i Marocko, som i folkräkningen räknas som stad i landskommunen med samma namn. Den ligger i provinsen Ouezzane och regionen Tanger-Tétouan-Al Hoceïma, 160 km nordost om huvudstaden Rabat. Antalet invånare var 4 438 vid folkräkningen 2014.